# Xã Wilburn, Quận Cleburne, Arkansas
Xã Wilburn (tiếng Anh: Wilburn Township) là một xã thuộc quận Cleburne, tiểu bang Arkansas, Hoa Kỳ. Năm 2010, dân số của xã này là 350 người.